# لوسیان بیوکنن
لوسیان بیوکنِن (انگلیسی: Luciane Buchanan؛ زادهٔ ۲۲ ژوئیهٔ ۱۹۹۳) بازیگر اهل نیوزیلند است. او بیشتر برای ایفای نقش در مجموعهٔ دلهره‌آور و اکشن مأمور شب محصول نتفلیکس (از سال ۲۰۲۳ تاکنون) شناخته می‌شود. از دیگر مجموعه‌های تلویزیونی او می‌توان به ثروتمندان کثیف (۲۰۱۶–۲۰۱۷)، افسانه‌های نوین میمون (۲۰۱۸–۲۰۲۰) و فرمانده جنگ (۲۰۲۵) اشاره کرد.

## زندگی‌نامه
لوسیان بیوکنِن در هِرن بی، اوکلند، نیوزیلند به دنیا آمد و بزرگ یافت. او تبار تونگایی و اسکاتلندی دارد. خانواده‌اش به زبان تونگایی مسلط بودند، اما مادرش به دلیل فشارهای اقتصادی-اجتماعی پیرامون جامعهٔ مهاجران اقیانوسیه‌ای، اصرار داشت که او زبان انگلیسی را به‌طور کامل فرا گیرد.
نخستین حضور بازیگری او در فیلم تلویزیونی بیلی در سال ۲۰۱۱ رقم خورد. او در ابتدا هیچ آموزش رسمی در بازیگری ندیده بود و تجربه را مستقیماً در محیط صحنه‌های فیلم‌برداری کسب کرد. بعدها، کلاس‌های بازیگری رسمی را در مرکز هنرهای نمایشی اوکلند گذراند و از جمله با میراندا هارکورت آموزش دید. بیوکنِن در سال ۲۰۱۷ با مدرک کارشناسی در رشته‌های تئاتر و روان‌شناسی از دانشگاه آکلند فارغ‌التحصیل شد.
در سال ۲۰۲۴، او یک فیلم کوتاه خودزندگی‌نامه‌ای با عنوان Lea Tupu'anga / زبان مادری ساخت.